# Epagòmens
Els epagòmens eren els cinc dies afegits al cicle de 360 jornades per a completar l'any solar de 365 dies, segons els antics grecs.
Heròdot escrigué: 
| «                                                        | […] que els egipcis van ser els primers de tots els homes que van descobrir l'any, tot dividint en dotze parts les seves estacions; i diuen que ho van trobar a partir dels astres. Em sembla que s'ho van fer de manera més hàbil que els grecs, en el sentit que els grecs insereixen un mes intercalar cada tres anys, a causa de les estacions, mentre que els egipcis, fent els dotze mesos de trenta dies, posen cada any cinc dies extranumeraris, i el cicle de les estacions transcorre per a ells sempre igual. | » |
| — Heròdot Història II-4 (traducció de Rubén J. Montañés) | |   |

La invenció del calendari civil egipci sorgeix a principis del tercer mil·lenni a. C. i hi ha evidències del seu ús en època de Xepseskaf, faraó de la dinastia IV d'Egipte. L'any civil egipci constava de 365 dies, dividit en tres estacions de 120 jornades, més cinc dies afegits, que no constituïen un mes a part.
Aquests dies eren denominats pels antics egipcis heru renpet «els que estan per damunt de l'any», també eren coneguts com a mesut necheru «del naixement dels déus», perquè es festejava el naixement de cinc deïtats egípcies: Osiris, Horus, Set, Isis i Neftis. Posteriorment, en idioma copte, van ser denominats piabot nkoyxi «el petit mes».
La primera evidència de l'existència dels dies epagòmens procedeix d'una inscripció la tomba de Nekankh, un funcionari de l'època de Menkaure (Imperi Antic). També s'esmenten en els Textos de les Piràmides.
Les estacions es denominaven:
1. Inundació: akhet
2. Sembra o plantació: peret
3. Collita o sequera: xemu

## Mitologia
Djehuti (Tot, en grec) va crear els cinc dies epagòmens, llevant-los de la lluminositat de Khonsu, déu lunar. Aquests nous dies van permetre Nut de parir cinc fills: Osiris, Haroeris (també dit Horus Vell), Set, Isis i Neftis, perquè Ra li va prohibir de tenir-los en el transcurs de l'any.